# Championnats d'Europe de cyclo-cross 2021
 (septembre 2021).
Si vous disposez d'ouvrages ou d'articles de référence ou si vous connaissez des sites web de qualité traitant du thème abordé ici, merci de compléter l'article en donnant les références utiles à sa vérifiabilité et en les liant à la section « Notes et références ».
Navigation
Édition précédente Édition suivante
Les Championnats d'Europe de cyclo-cross 2021 ont lieu les 6 et 7 novembre 2021 au Col du Vam, à Wijster, aux Pays-Bas.

## Programme
Le programme est le suivant :
| Date                | Horaire     | Épreuve        |
| ------------------- | ----------- | -------------- |
| Samedi 6 novembre   | 11h00-11h40 | Femmes juniors |
| Samedi 6 novembre   | 13h15-14h05 | Hommes espoirs |
| Samedi 6 novembre   | 15h00-15h50 | Femmes élites  |
| Dimanche 7 novembre | 11h00-11h45 | Hommes juniors |
| Dimanche 7 novembre | 13h15-14h00 | Femmes espoirs |
| Dimanche 7 novembre | 15h00-16h00 | Hommes élites  |

## Résultats

### Hommes
| Épreuves        | Or                | Argent           | Bronze                 |
| --------------- | ----------------- | ---------------- | ---------------------- |
| Élites          | Lars van der Haar | Quinten Hermans  | Michael Vanthourenhout |
| Moins de 23 ans | Ryan Kamp         | Niels Vandeputte | Thibau Nys             |
| Juniors         | Aaron Dockx       | David Haverdings | Luca Paletti           |

### Femmes
| Épreuves        | Or                 | Argent          | Bronze         |
| --------------- | ------------------ | --------------- | -------------- |
| Élites          | Lucinda Brand      | Kata Blanka Vas | Yara Kastelijn |
| Moins de 23 ans | Shirin van Anrooij | Puck Pieterse   | Fem van Empel  |
| Juniors         | Zoe Bäckstedt      | Leonie Bentveld | Nienke Vinke   |

## Classements

### Course masculine
| Pos                        | Cycliste               | Pays     | Temps          |
| -------------------------- | ---------------------- | -------- | -------------- |
|                            | Lars van der Haar      | Pays-Bas | 1 h 1 min 44 s |
| Médaille d'argent, Europe  | Quinten Hermans        | Belgique | + 25 s         |
| Médaille de bronze, Europe | Michael Vanthourenhout | Belgique | + 54 s         |
| 4                          | Toon Aerts             | Belgique | + 1 min 34 s   |
| 5                          | Laurens Sweeck         | Belgique | + 1 min 52 s   |
| 6                          | Jens Adams             | Belgique | + 2 min 7 s    |
| 7                          | Joshua Dubau           | France   | + 2 min 50 s   |
| 8                          | Joris Nieuwenhuis      | Pays-Bas | + 2 min 58 s   |
| 9                          | Jakob Dorigoni         | Italie   | + 3 min 0 s    |
| 10                         | Daan Soete             | Belgique | + 3 min 5 s    |

### Course masculine des moins de 23 ans
| Pos                        | Cycliste         | Pays            | Temps      |
| -------------------------- | ---------------- | --------------- | ---------- |
|                            | Ryan Kamp        | Pays-Bas        | 50 min 3 s |
| Médaille d'argent, Europe  | Niels Vandeputte | Belgique        | + 1 s      |
| Médaille de bronze, Europe | Thibau Nys       | Belgique        | + 1 s      |
| 4                          | Joran Wyseure    | Belgique        | + 8 s      |
| 5                          | Emiel Verstrynge | Belgique        | + 15 s     |
| 6                          | Cameron Mason    | Grande-Bretagne | + 19 s     |
| 7                          | Witse Meeussen   | Belgique        | + 26 s     |
| 8                          | Jente Michels    | Belgique        | + 29 s     |
| 9                          | Filippo Fontana  | Italie          | + 35 s     |
| 10                         | Pim Ronhaar      | Pays-Bas        | + 42 s     |

### Course masculine juniors
| Pos                        | Cycliste            | Pays            | Temps        |
| -------------------------- | ------------------- | --------------- | ------------ |
|                            | Aaron Dockx         | Belgique        | 47 min 6 s   |
| Médaille d'argent, Europe  | David Haverdings    | Pays-Bas        | + 47 s       |
| Médaille de bronze, Europe | Luca Paletti        | Italie          | + 48 s       |
| 4                          | Viktor Vandenberghe | Belgique        | + 59 s       |
| 5                          | Menno Huising       | Pays-Bas        | + 1 min 8 s  |
| 6                          | Oliver Ackers       | Grande-Bretagne | + 1 min 25 s |
| 7                          | Kay De Bruyckere    | Belgique        | + 1 min 27 s |
| 8                          | Romain Debord       | France          | + 1 min 28 s |
| 9                          | Louka Lesueur       | France          | + 1 min 35 s |
| 10                         | Jan Christen        | Suisse          | + 1 min 40 s |

### Course féminine
| Pos                        | Cycliste            | Pays     | Temps        |
| -------------------------- | ------------------- | -------- | ------------ |
|                            | Lucinda Brand       | Pays-Bas | 48 min 22 s  |
| Médaille d'argent, Europe  | Kata Blanka Vas     | Hongrie  | + 56 s       |
| Médaille de bronze, Europe | Yara Kastelijn      | Pays-Bas | + 1 min 2 s  |
| 4                          | Ceylin Alvarado     | Pays-Bas | + 1 min 29 s |
| 5                          | Denise Betsema      | Pays-Bas | + 2 min 1 s  |
| 6                          | Hélène Clauzel      | France   | + 2 min 21 s |
| 7                          | Annemarie Worst     | Pays-Bas | + 2 min 34 s |
| 8                          | Alice Maria Arzuffi | Italie   | + 2 min 50 s |
| 9                          | Silvia Persico      | Italie   | + 2 min 58 s |
| 10                         | Sanne Cant          | Belgique | + 3 min 4 s  |

### Course féminine des moins de 23 ans
| Pos                        | Cycliste           | Pays            | Temps        |
| -------------------------- | ------------------ | --------------- | ------------ |
|                            | Shirin van Anrooij | Pays-Bas        | 44 min 9 s   |
| Médaille d'argent, Europe  | Puck Pieterse      | Pays-Bas        | + 17 s       |
| Médaille de bronze, Europe | Fem van Empel      | Pays-Bas        | + 1 min 3 s  |
| 4                          | Line Burquier      | France          | + 1 min 19 s |
| 5                          | Amandine Fouquenet | France          | + 1 min 40 s |
| 6                          | Gaia Realini       | Italie          | + 2 min 47 s |
| 7                          | Marie Schreiber    | Luxembourg      | + 2 min 47 s |
| 8                          | Kristýna Zemanová  | Tchéquie        | + 3 min 10 s |
| 9                          | Millie Couzens     | Grande-Bretagne | + 3 min 13 s |
| 10                         | Josie Nelson       | Grande-Bretagne | + 3 min 20 s |

### Course féminine juniors
| Pos                        | Cycliste            | Pays            | Temps        |
| -------------------------- | ------------------- | --------------- | ------------ |
|                            | Zoe Bäckstedt       | Grande-Bretagne | 44 min 1 s   |
| Médaille d'argent, Europe  | Leonie Bentveld     | Pays-Bas        | + 1 min 6 s  |
| Médaille de bronze, Europe | Nienke Vinke        | Pays-Bas        | + 1 min 30 s |
| 4                          | Xaydée Van Sinaey   | Belgique        | + 1 min 56 s |
| 5                          | Monique Halter      | Suisse          | + 2 min 17 s |
| 6                          | Federica Venturelli | Italie          | + 2 min 40 s |
| 7                          | Mirre Knaven        | Pays-Bas        | + 2 min 49 s |
| 8                          | Lilou Fabrègue      | France          | + 2 min 53 s |
| 9                          | Ella Maclean-Howell | Grande-Bretagne | + 2 min 57 s |
| 10                         | Libby Bell          | Grande-Bretagne | + 3 min 1 s  |

## Tableau des médailles
| Rang  | Nation          | Or | Argent | Bronze | Total |
| ----- | --------------- | -- | ------ | ------ | ----- |
| 1     | Pays-Bas        | 4  | 3      | 3      | 10    |
| 2     | Belgique        | 1  | 2      | 2      | 5     |
| 3     | Grande-Bretagne | 1  | 0      | 0      | 1     |
| 4     | Hongrie         | 0  | 1      | 0      | 1     |
| 5     | Italie          | 0  | 0      | 1      | 1     |
| Total | Total           | 6  | 6      | 6      | 18    |